# 농나캄군
농나캄군은 콘깬주의 행정 구역이다. 이 지역의 총 인구 수는 2005년 기준으로 23402명이다. 인구 밀도는 147.3km2이다.

## 행정 구역
| 번호 | 지명     | 태국어 지명 | 빌리지 | 인구   |  |
| ---- | -------- | ----------- | ------ | ------ |  |
| 1.   | Kut That | กุดธาตุ       | 16     | 11,762 |  |
| 2.   | Ban Khok | บ้านโคก      | 8      | 4,810  |  |
| 3.   | Khanuan  | ขนวน        | 10     | 6,830  |  |